# Alger-Insel
Die Alger-Insel (russisch Алджер, Aldscher) ist eine unbewohnte Insel im Süden des Archipels Franz-Josef-Land im Arktischen Ozean. Sie liegt nördlich der McClintock-Insel am südöstlichen Ausgang des Markham-Sunds und am nördlichen Ende des Aberdare-Kanals. Südwestlich ist ihr die Matilda-Insel vorgelagert. Mit einer Fläche von 45 km² gehört sie zu den kleineren Inseln des Archipels. Die Mitte und der Nordwestteil der Insel sind vergletschert, während sich im flachen Südostteil eine sandig-lehmige Ebene erstreckt. Im äußersten Südosten der Insel befinden sich die Reste von Camp Ziegler, dem ehemaligen Basislager der Baldwin-Ziegler-Polarexpedition, die heute eine Touristenattraktion darstellen.

## Geschichte
Die Entdeckung der Insel wird der Wellman-Expedition von 1898 bis 1899 zugeschrieben. Walter Wellman gab der Insel auch ihren Namen, wahrscheinlich nach Russell Alexander Alger, dem amtierenden US-amerikanischen Kriegsminister, vielleicht auch nach dem Schriftsteller Horatio Alger.
Bekannt ist die Alger-Insel besonders aufgrund der Rolle, die sie während der zwei Nordpolexpeditionen spielte, die der US-amerikanische Unternehmer William Ziegler (1843–1905) im ersten Jahrzehnt des 20. Jahrhunderts finanzierte. Evelyn Baldwin, der Leiter der Baldwin-Ziegler-Expedition, errichtete 1901 im Südosten der Insel sein Basislager Camp Ziegler, nachdem der Versuch, mit seinem Schiff America weiter nach Norden vorzudringen, gescheitert war. Ein zweites Lager wurde an der Westspitze der Alger-Insel, direkt gegenüber der Matilda-Insel, angelegt. Obwohl die Baldwin-Ziegler-Expedition die am besten ausgerüstete Polarexpedition ihrer Zeit war, scheiterte sie, ohne auch nur den Versuch unternommen zu haben, ihr eigentliches Ziel zu erreichen – den geografischen Nordpol. Die zweite von Ziegler finanzierte Expedition, die von 1903 bis 1905 unter Leitung von Anthony Fiala unternommen wurde, konnte den Pol ebenfalls nicht erobern. Ein Teil der Mannschaft nutzte zeitweise noch einmal das von Baldwin errichtete Camp Ziegler.